# Welsh International 2018
Die Welsh International 2018 im Badminton fanden vom 26. bis zum 29. November 2018 in Cardiff statt.

## Sieger und Platzierte
| Disziplin    | Gold                            | Silber                                | Bronze                           |
| ------------ | ------------------------------- | ------------------------------------- | -------------------------------- |
| Herreneinzel | Luís Enrique Peñalver           | Alex Lane                             | Patrick Abildgaard               |
| Herreneinzel | Luís Enrique Peñalver           | Alex Lane                             | Christian Kirchmayr              |
| Dameneinzel  | Clara Azurmendi                 | Gayle Mahulette                       | Jordan Hart                      |
| Dameneinzel  | Clara Azurmendi                 | Gayle Mahulette                       | Sara Peñalver Pereira            |
| Herrendoppel | Max Flynn Callum Hemming        | Andreas Søndergaard Mikkel Stoffersen | Robert Golding Brandon Yap       |
| Herrendoppel | Max Flynn Callum Hemming        | Andreas Søndergaard Mikkel Stoffersen | Joshua Magee Paul Reynolds       |
| Damendoppel  | Julie MacPherson Holly Newall   | Susan Ekelund Line Fleischer          | Eleanor O’Donnell Ciara Torrance |
| Damendoppel  | Julie MacPherson Holly Newall   | Susan Ekelund Line Fleischer          | Abigail Holden Lizzie Tolman     |
| Mixed        | Matthew Clare Victoria Williams | Max Flynn Moa Sjöö                    | Callum Hemming Lizzie Tolman     |
| Mixed        | Matthew Clare Victoria Williams | Max Flynn Moa Sjöö                    | Mikkel Stoffersen Susan Ekelund  |